# Saab 99
Saab 99 – samochód osobowy klasy średniej produkowany przez szwedzką markę Saab w latach 1968 - 1984. Pierwszy masowo produkowany pojazd wyposażony w turbosprężarkę.

## Historia i opis modelu

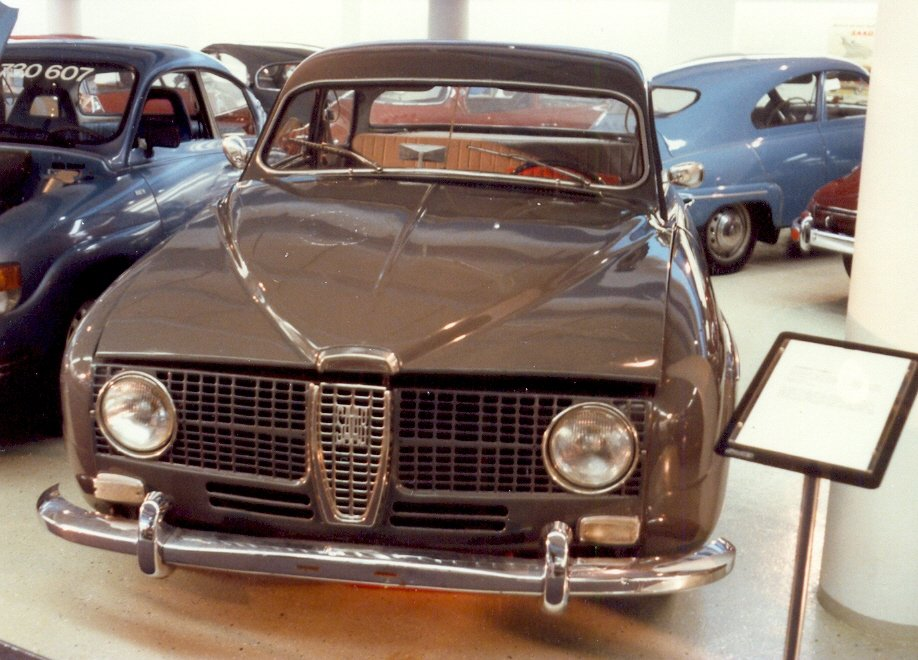
Saab Paddan - pierwszy prototyp z nadwoziem modelu 96

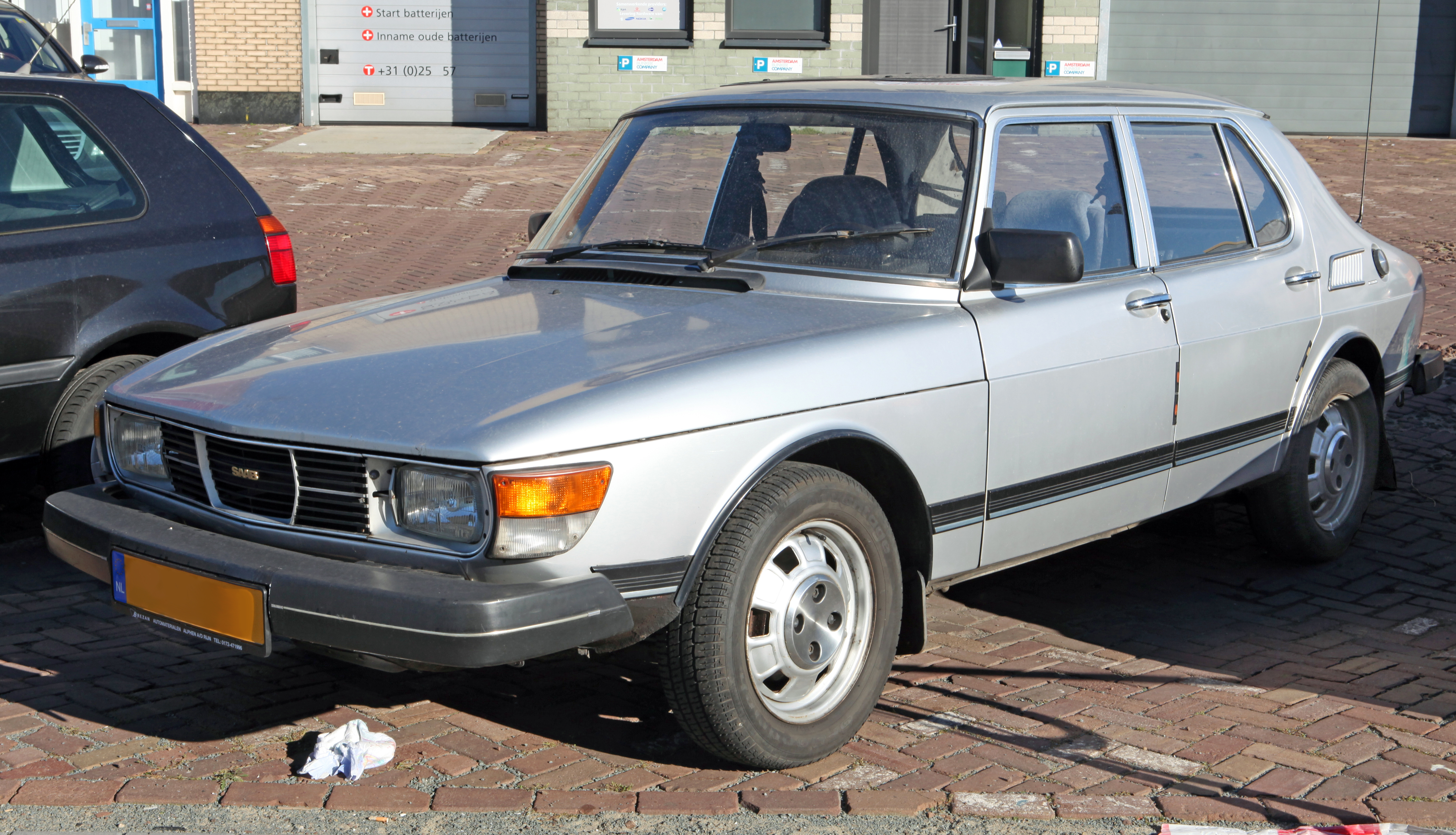
Saab 99 z 1984 roku

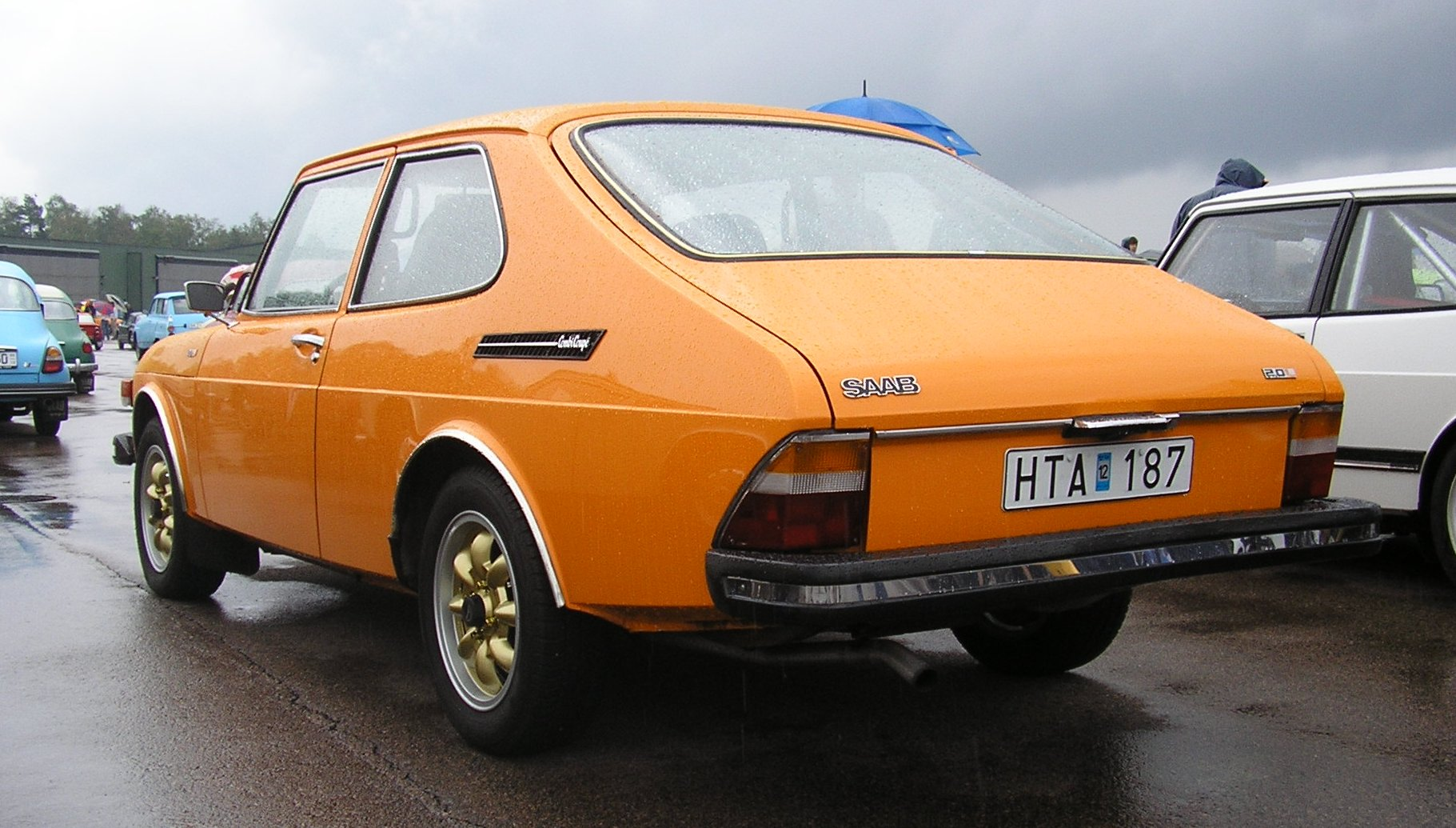
Tył wersji 3-drzwiowej z 1975 roku

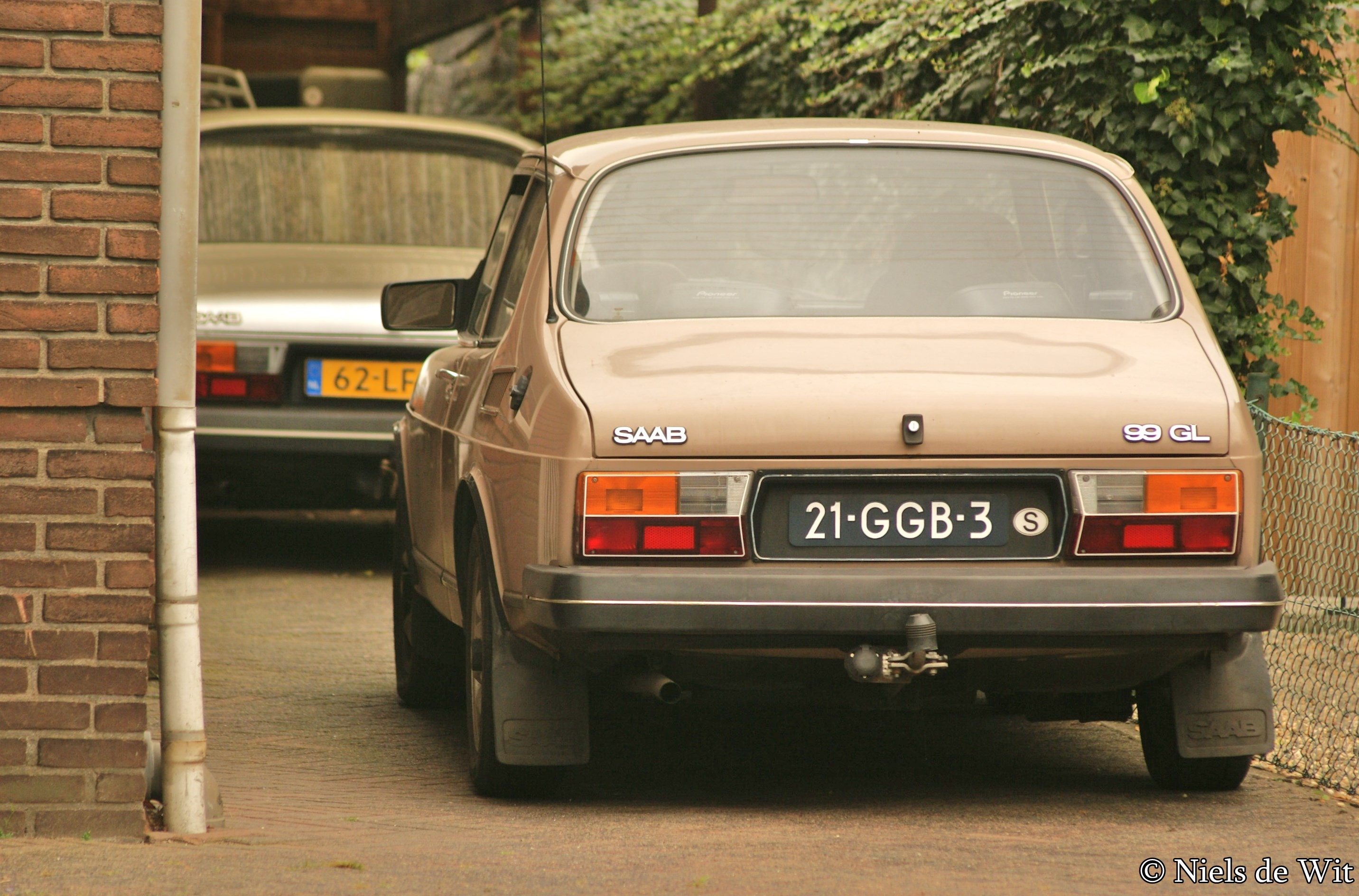
Tył wersji 2-drzwiowej z 1981 roku

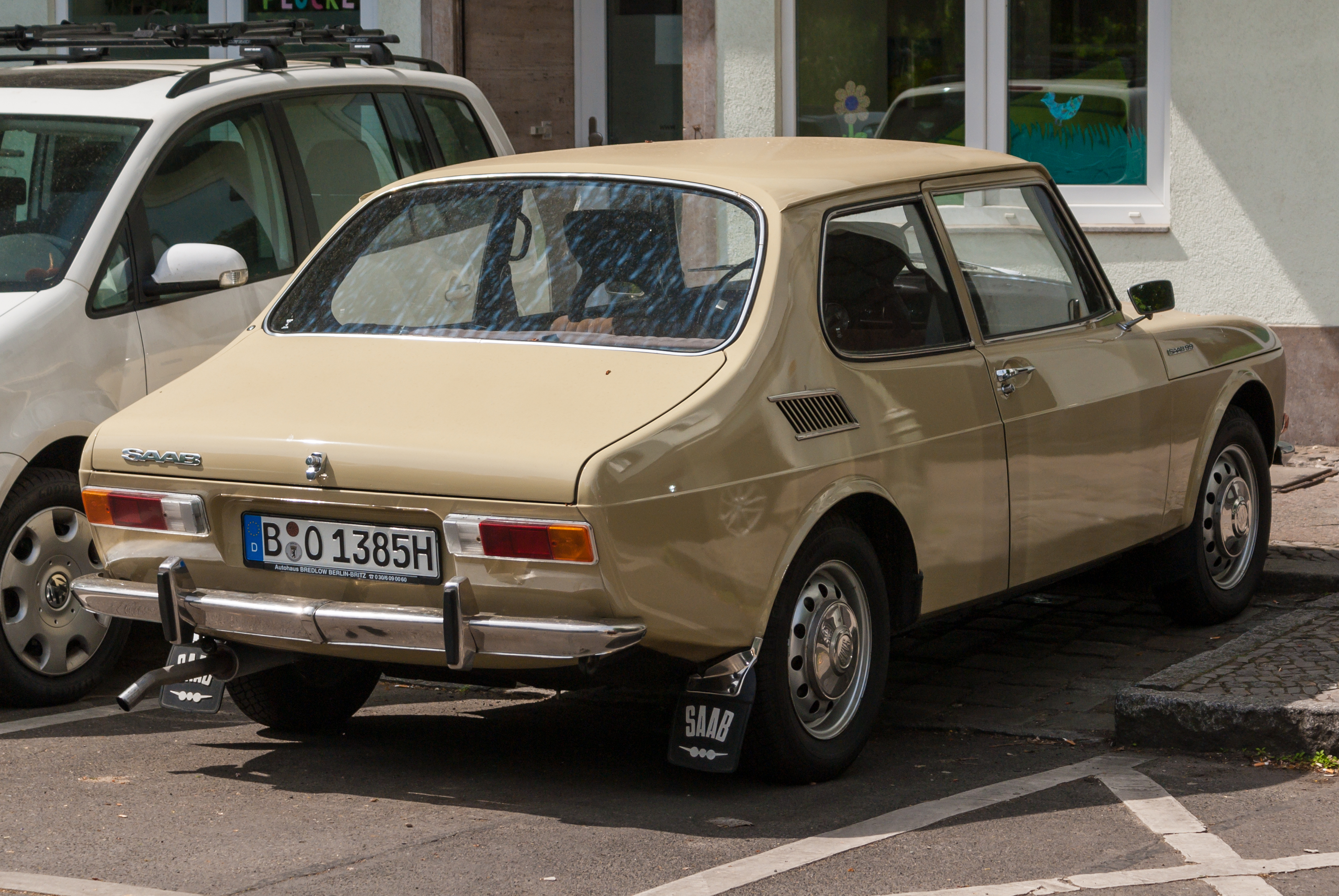
Tył wersji sedan

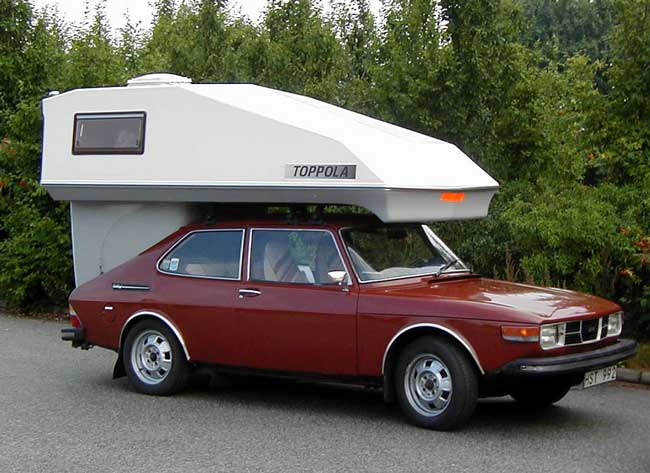
Saab 99 Toppola

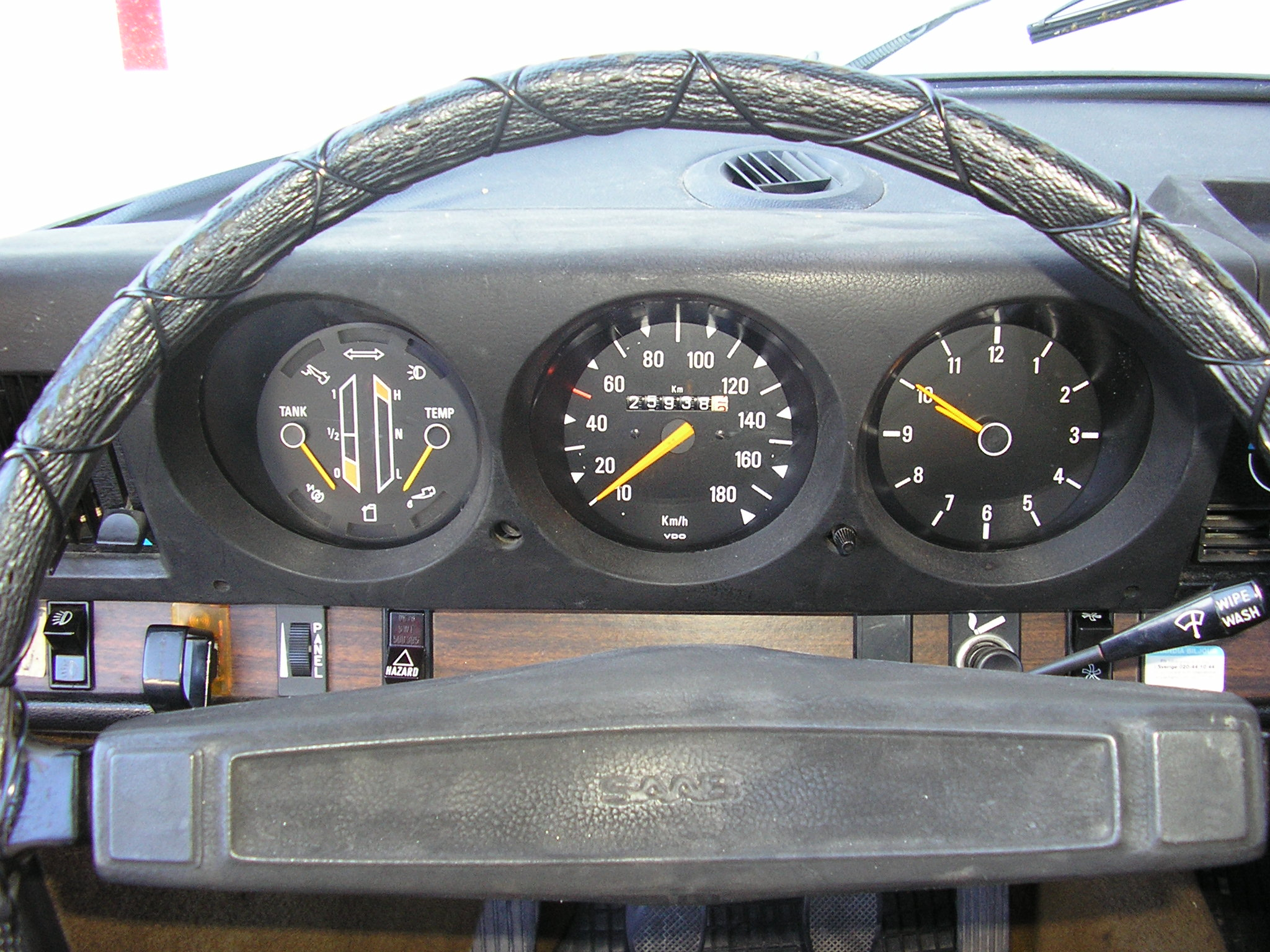
Deska rozdzielcza modelu z 1973 roku

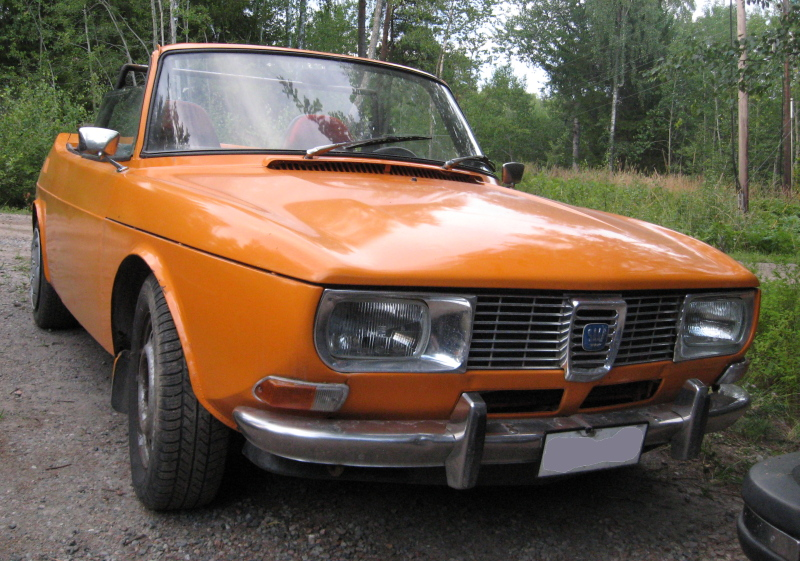
Saab 99 cabrio

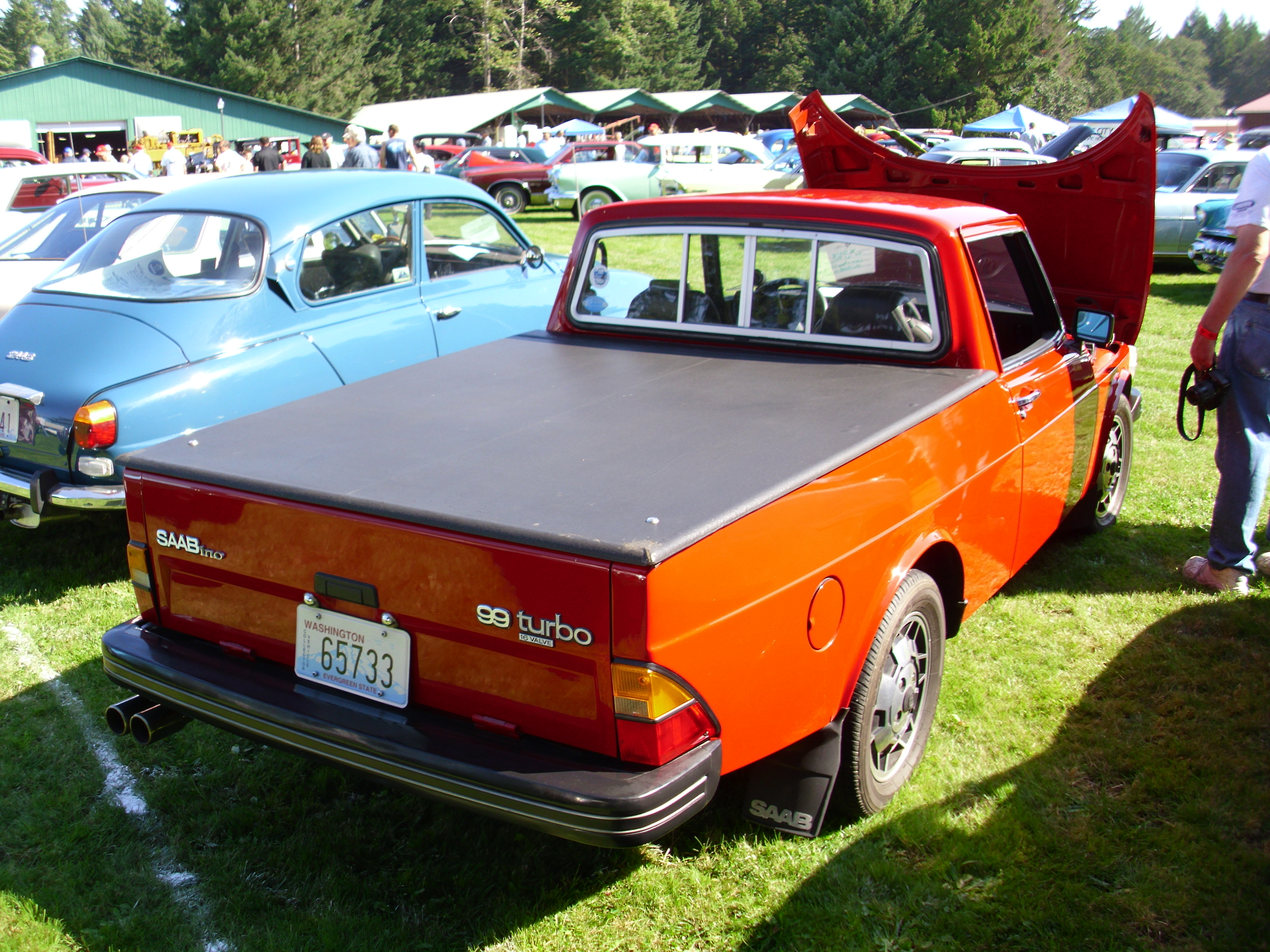
Saab 99 pickup

2 kwietnia 1965 roku podjęto decyzję o rozpoczęciu prac nad stworzeniem nowego samochodu klasy średniej, który docelowo zastąpić miał model 96. Prace projektowe zostały oznaczone kryptonimem "Gudmund", gdyż 2 kwietnia w Szwecji obchodzi się imieniny Gudmunda. W 1966 roku zaprezentowano pierwszy prototyp nazwany "Paddan" (tłumaczenie na język polski oznacza ropuchę). Było to podwozie z mechanizmami przyszłego modelu 99 ale z nadwoziem przypominającym model 96. W rzeczywistości pojazd był dłuższy i szerszy od modelu 96, a pojazdy testowano wyłącznie w nocy. Późniejszy prototyp zaprezentowany w tym samym roku nazwano "Daihatsu". Było to auto o docelowym kształcie, które nazwą miało na celu zmylić prasę oraz konkurencję. Testy wytrzymałościowe prototypów przeprowadzone zostały w starym hangarze lotniczym.
22 listopada 1967 roku w Sztokholmie oficjalnie zaprezentowano całkowicie nowy model 99. Rok później auto zostało zaprezentowane podczas targów motoryzacyjnych w Paryżu. Był to ostatni pojazd marki, którego stylizację opracował Sixten Sason. Samonośne nadwozie pozbawione zostało płyty podłogowej, a poszczególne elementy łączono bezpośrednio ze sobą. Nadwozie było na tyle sztywne, że zapewniało wówczas wystarczający poziom bezpieczeństwa.
Saab jako firma lotnicza opracowując model 99 postawiła przy projektowaniu karoserii na aerodynamikę. Saab 99 został zaprojektowany z myślą o zapewnieniu jak najlepszej ochrony podczas zderzeń i dachowania. Dowodem solidności konstrukcji jest przeprowadzony test polegający na zrzuceniu samochodu kołami do góry z wysokości około dwóch metrów, który zakończył się utrzymaniem linii dachu. Bezpieczeństwo gwarantowały również seryjnie montowane pasy.
Saab 99 był bardzo dobrze zabezpieczony antykorozyjnie, a ciekawym rozwiązaniem jest ukrycie przewodów hamulcowych we wnętrzu auta, co niweluje ryzyko ich uszkodzenia. Samochód wyposażony był także m.in. we wskaźnik ekonomicznej jazdy oraz będącą znakiem rozpoznawczym Saaba, stacyjkę umieszczoną pomiędzy fotelami, która jest jednocześnie zabezpieczeniem pojazdu. Stacyjkę po raz pierwszy w takim miejscu umieszczono właśnie w modelu 99.
Zespół projektowy uznał, że stary dwusuwowy silnik Saaba jest zbyt słaby i przestarzały do modelu 99. Po konsultacjach odnośnie do możliwości skonstruowania nowej jednostki z brytyjską firmą Riccardo zdecydowano zakupić jednostkę u innego producenta. Wybrano brytyjskiego Triumpha i jego czterocylindrowe silniki benzynowe zwane "slant four" z powodu skośnego umieszczenia w komorze silnika o pojemnościach 1.5 l, 1.7 l i 1.85 l. W 1972 roku Saab stworzył na bazie silnika 1.85 własną konstrukcję o pojemności 2.0 l i mocy 110 KM. Ten właśnie silnik montowano do nowej wersji EMS (Electronic-Manual-Special) z elektronicznie sterowanym sprzęgłem. W 1974 roku do dotychczasowych dwu i czterodrzwiowych sedanów dołączyła 3-drzwiowa wersja hatchback.
W 1969 roku w pojeździe pojawiły się reflektory włączane i wyłączane stacyjką umieszczoną pomiędzy przednimi fotelami przy dźwigni zmiany biegów. Rok później wprowadzono wycieraczki oraz spryskiwacze przednich reflektorów. W 1971 roku samochód jako pierwszy na świecie został wyposażony w zderzaki pochłaniające siłę uderzenia przy prędkości do 8 km/h oraz podgrzewane przednie fotele. W 1978 roku wprowadzono elektrostatyczny filtr zatrzymujący zapachy i pyłki próbujące dostać się do kabiny, a w 1976 roku jako jeden z pierwszych zainstalował trójdrożne katalizatory spalin wyposażone w Sondy Lambda.
W 1973 roku pojawił się system oznaczeń poszczególnych wersji. Wyglądały one następująco:
- X7 - zubożona wersja przeznaczona na rynek szwedzki
- L - podstawowa wersja
- GL - wersja bogatsza od L
- GLs - dwugaźnikowe wersje GL
- GLE - najbogatsza wersja wyposażeniowa
- EMS - wersja usportowiona z elektronicznym wtryskiem paliwa
- Turbo - wersja z silnikiem turbodoładowanym

W 1977 roku Saab wypuścił model Saab 99 Turbo zaprezentowaną podczas targów motoryzacyjnych we Frankfurcie i wyposażoną w turbodoładowany silnik benzynowy o pojemności 2 l i mocy 145 KM. W silniku zamontowano turbinę Garrett T3, wtrysk paliwa produkcji Boscha oraz wypełnione sodem, odporne na wysokie temperatury zawory wydechowe. W stosunku do wersji wolnossącej zmniejszono także stopień sprężania, a ciśnienie doładowania kontrolowano dzięki zaworowi wydechowemu, który rozpędzone spaliny mógł kierować bezpośrednio do wydechu z pominięciem turbiny. W następnym roku rozpoczęto jego seryjną produkcję. Saab wypuścił także limitowaną serię 100 egzemplarzy modelu 99 Turbo S z wtryskiem wody, który zwiększył moc silnika o około 20 KM.
Wersję Turbo od podstawowej wyróżniały m.in. aluminiowe felgi nawiązujące kształtem do łopatek turbiny, niewielki spojler z przodu, szyberdach, inna kierownica, zegary ze wskaźnikiem turbodoładowania.
Rok później Saab zaprezentował model 900, bazujący na podzespołach 99-ki, lecz nieco od niego większy. Można przyjąć, że 900-ka jest następcą 99-ki, lecz Saab postanowił kontynuować jego produkcję do 1984 roku. Po modyfikacji produkowano go w latach 1984 - 1987 jako Saaba 90.
W firmie Valmet Automotive w latach 1969 - 1984 powstało 191 049 sztuk Saabów 99. Łącznie z fabryką w Szwecji powstało 588 643 sztuk.

### Wersje wyposażeniowe
- E
- X7
- L
- GL
- GLs
- GLE
- EMS
- Turbo
- Turbo S
- SSE
- Finland
- Petro

Samochód mógł być wyposażony m.in. w podgrzewane przednie fotele oraz wycieraczki i spryskiwacze przednich reflektorów.